# Songs from Renaissance Days
Songs from Renaissance Days is het verzamelalbum van de Britse muziekgroep Renaissance. De band is als het album uitkomt al 10 jaar opgeheven. Het album vertelt dat ondanks die lange tijd er toch regelmatig verzoeken binnenkwamen om de uitgave van (misschien nog) uitgegeven werk. Renaissance, of beter Annie Haslam en Michael Dunford willigden dat verzoek in en kwamen in 1997 met dit album.

## Musici
Doordat de opnamen van verschillende jaren zijn, speelden allerlei musici mee. De basis van de band was begin jaren 80:
- Annie Haslam – zang
- Michael Dunford – zang, akoestische gitaar
- Jon Camp – basgitaar, zang

Zij werden aangevuld met:
- John Tout, Peter Gosling, Mike Taylor, Eddie Hardin, Rod Edwards  – toetsinstrumenten;
- Terry Sullivan, Peter Baron, Ian Mosely, Gavin Harrison, Dave Dowie – slagwerk, percussie
- Bimbo Acock – dwarsfluit

Tout en Sullivan spelen alleen mee op Island of Avalon, een opname dus van de tweede generatie (MKII) van Renaissance.

## Composities
| Nr. | Titel                                               | Duur |
| --- | --------------------------------------------------- | ---- |
| 1.  | Africa (Camp, Dunford, Haslam)                      | 4:10 |
| 2.  | Dreamaker (Camp, Dunford)                           | 4:57 |
| 3.  | Northern lights (Dunford, Betty Thatcher-Newsinger) | 4:23 |
| 4.  | No beginning no end (Dunford, Thatcher)             | 5:04 |
| 5.  | Only when I laugh (Camp, Dunford, Haslam)           | 4:08 |
| 6.  | The body machine (Camp, Dunford, Haslam)            | 4:08 |
| 7.  | Writers wrong (Camp, Dunford, Haslam)               | 3:58 |
| 8.  | Island of Avalon (Dunford, Thatcher)                | 2:44 |
| 9.  | America (Paul Simon)                                | 3:57 |
| 10. | You (Camp, Dunford, Haslam)                         | 8:18 |

Studio: Renaissance (1969) · Illusion (1971) · Prologue (1972) · Ashes Are Burning (1973) · Turn of the Cards (1974) · Scheherazade and other stories (1975) · Novella (1977) · A Song for All Seasons (1978) · In the Beginning (1978) · Azure d'Or (1979) · Camera Camera (1981) · Time-Line (1983) · Tuscany (2000) · The Mystic and The Muse (ep) (2010) · Grandine il Vento (2012)
Annie Haslams Renaissance: Blessing in Disguise  (1994)
Michael Dunford's Renaissance: The Other Woman  (1994) · Ocean Gypsy (1997)
Live: Live at Carnegie Hall (1976) · Renaissance Live at the Royal Albert Hall (1977) · BBC Sessions (1999) · Day of the Dreamer (2000) · Renaissance Unplugged (2000) · In the Land of the Rising Sun (2002) · Dreams and Omens (2008) · Renaissance DeLane Lea Studios 1973 (2015) · A symphonic journey (2018)
Compilatie: Tales of 1001 Nights (Parts 1 and 2) (1990) · Da Capo (1995) · Songs from Renaissance Days (1997) · Live & Direct (2002)